# Singapore Justice Party
Die Singapore Justice Party (abgekürzt SJP; chin.: 新加坡正义党; mal.:Parti Keadilan Singapura) ist eine der Oppositionsparteien in Singapur. Sie ist eine Mitte-links-Partei und wurde 1972 gegründet. Generalsekretär ist Aminuddin bin Ami, Präsident Desmond Lim. Die Partei ist Teil des Parteienbündnisses Singapore Democratic Alliance.